# Martell mecànic

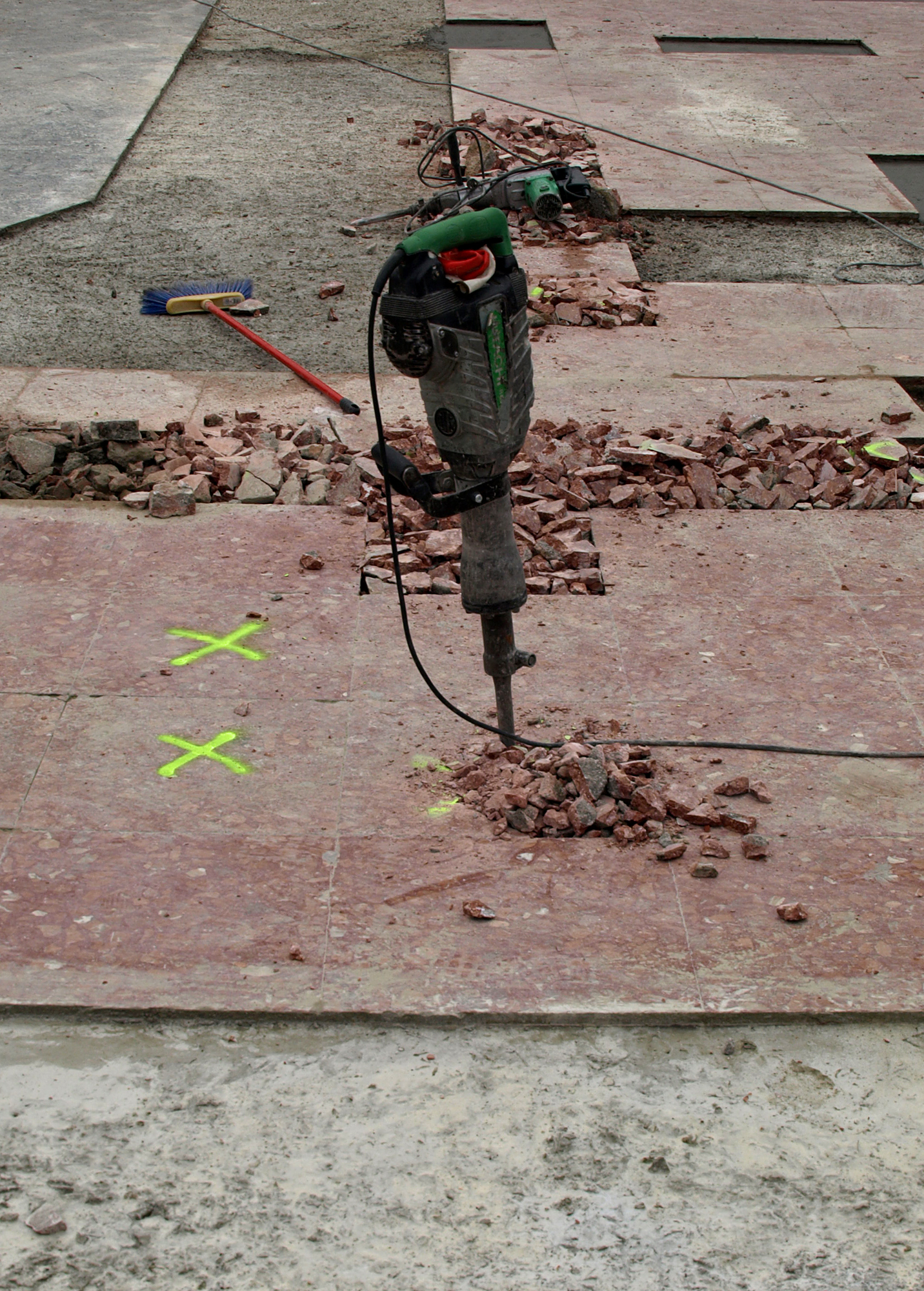
Martell trencapaviments a la Plaça Catalunya de Barcelona.

Un martell mecànic, també anomenat martell pneumàtic, martell trenca paviment, és una eina pneumàtica o electromecànica que combina directament un martell amb un cisell . Va ser inventat per William McReavy, que després va vendre la patent a Charles Brady King . Els martells pneumàtics manuals generalment funcionen amb aire comprimit, però alguns també funcionen amb motors elèctrics . Els martells pneumàtics més grans, com ara els martells muntats en plataforma que s'utilitzen en maquinària de construcció, solen funcionar hidràulicament . Aquestes eines s'utilitzen normalment per trencar roca, paviment i formigó .
Les eines pneumàtiques o hidràuliques són particularment propenses a ser utilitzades en mines subterrànies on hi ha risc d'explosió (com ara amb el carbó), ja que no requereixen electricitat d'alt voltatge per funcionar, cosa que elimina gran part del perill de detonació induïda per espurnes.

## Martells pneumàtics

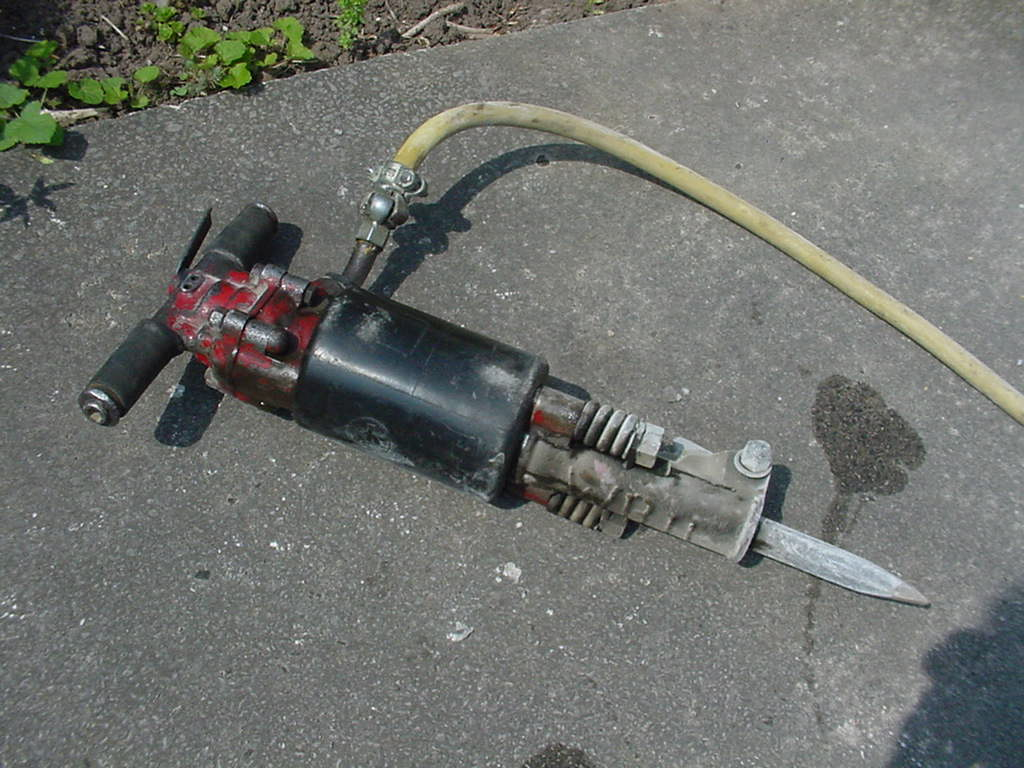
Un martell pneumàtic

El martell pneumàtic és un trepant percussor portàtil que basa el seu funcionament en mecanismes d'aire comprimit. Realment funciona com un martell, ja que no forada, sinó que percut la superfície a fi de trencar-la en trossos. Un martell pneumàtic funciona impulsant un martell intern amunt i avall. Primer es prem el martell cap avall per colpejar el cisell i després es torna amunt per tornar el martell a la posició original i repetir el cicle. L'eficàcia del martell pneumàtic depèn de la força que s'aplica a l'eina. Generalment s'utilitza com un martell per trencar la superfície dura o la roca en obres de construcció i no es considera com a equip de moviment de terres, juntament amb els seus accessoris (és a dir, pota empenyent, lubricador).
Les seves parts principals són:
- L'empunyadura. Amb vàlvula de comandament d'aire a la qual es connecta la mànega.
- El distribuïdor. Regula el comandament d'aire i l'envia per una banda i l'altra de l'èmbol
- El cilindre. En què es localitza i pel qual es desplaça l'èmbol, que copeja el cap de l'eina situada a l'extrem inferior del martell i amb què s'està treballant.

El seu ús sobre superfícies verticals (v.gr. parets) no és pràctic: resulta difícil mantenir en posició horitzontal l'aparell, de massa generalment elevada, i es perd l'avantatge que el seu pes el mantingui recolzat.
Sol ser manejat per una sola persona. La font de poder és un equip compressor, independent, capaç de subministrar un volum d'aire comprimit adequat a l'eina.

## Història
El primer trepant de vapor va ser patentat per Samuel Miller el 1806. El trepant només feia servir vapor per aixecar-lo. Els trepants pneumàtics es van desenvolupar en resposta a les necessitats de la mineria, l'explotació de pedreres, l'excavació i l'excavació de túnels. C. Brunton va proposar un trepant pneumàtic el 1844. El 1846, Thomas Clarke, Mark Freeman i John Varley van patentar a Gran Bretanya un trepant de percussió que podia funcionar amb vapor o pressió atmosfèrica obtinguda del buit. El primer "trepant de percussió" americà va ser fabricat el 1848 i patentat el 1849 per Jonathan J. Couch de Filadèlfia, Pennsilvània . En aquell trepant, la broca passava a través del pistó d'una màquina de vapor. El pistó va enganxar la broca i la va llançar contra la paret de la roca. Era un model experimental. El 1849, l'assistent de Couch, Joseph W. Fowle, va presentar una sol·licitud de patent per a un trepant de percussió del seu propi disseny. En el trepant de Fowle, la broca estava connectada directament al pistó del cilindre de vapor; concretament, la broca estava connectada a la creueta del pistó. El trepant també tenia un mecanisme per girar la broca al voltant del seu eix entre passades i per avançar el trepant a mesura que el forat s'aprofundia. El 1850 o el 1851, Fowle ja feia servir aire comprimit per accionar el seu trepant, convertint-lo en el primer trepant pneumàtic de debò.

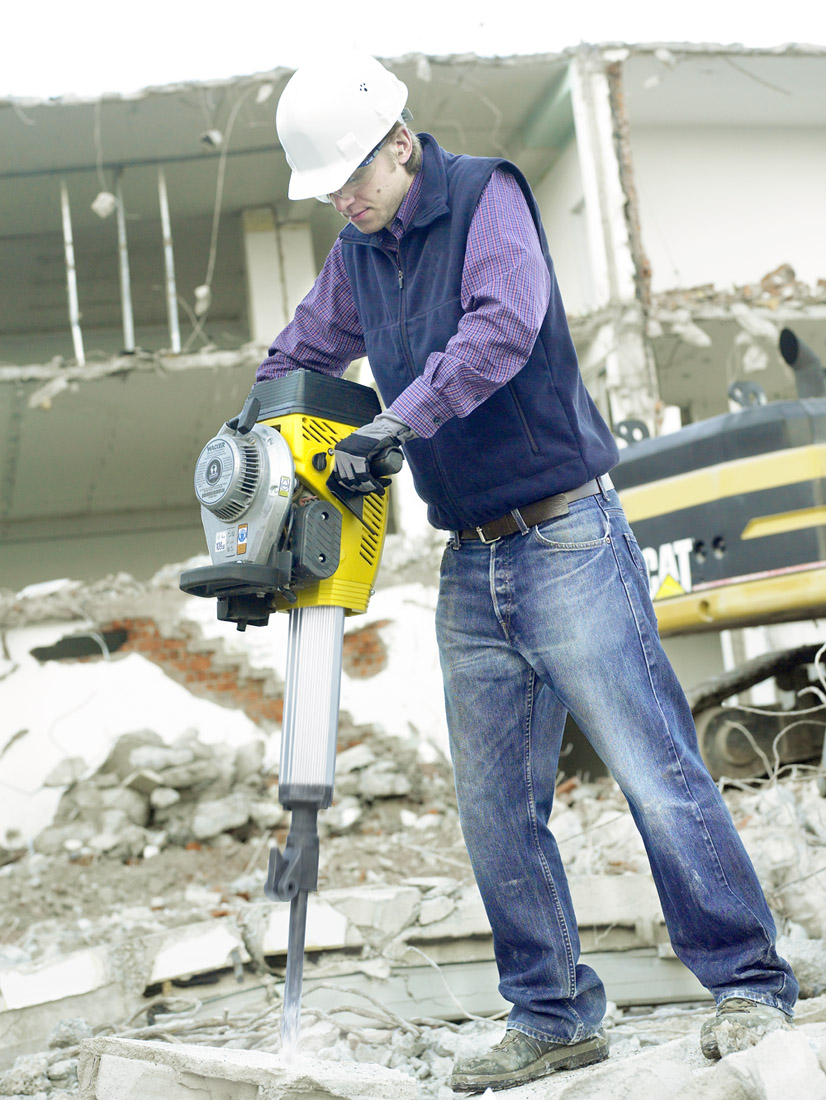
Un martell de gasolina en una obra de demolició

La demanda de martells pneumàtics va ser impulsada especialment per miners i tuneladores, perquè les màquines de vapor necessitaven foc per operar i la ventilació a les mines i túnels era inadequada per ventilar els fums dels focs; tampoc no hi havia manera de transportar vapor a llargues distàncies (per exemple, des de la superfície fins al fons d'una mina); i a les mines i túnels ocasionalment hi havia gasos explosius inflamables com el metà . Per contra, l'aire comprimit es podria transportar a llargues distàncies sense perdre la seva energia, i després que l'aire comprimit s'hagués utilitzat per alimentar l'equip, podia ventilar la mina o el túnel.
A Europa, des de finals de la dècada del 1840, el rei de Sardenya, Carlo Alberto, contemplava l'excavació d'un túnel de 12 quilòmetres per la muntanya Fréjus per crear una connexió ferroviària entre Itàlia i França que creuaria el seu regne. (El projecte va ser anomenat "túnel del Mont Cenis" encara que el túnel passava per sota de Fréjus). La necessitat d'un martell mecànic de roca era òbvia i això va provocar la investigació en aquests martells a Europa. Un francès, Cavé, va dissenyar, i el 1851 va patentar, un martell de roca que va utilitzar aire comprimit; però l'aire havia de ser admès manualment al cilindre durant cada cop, per la qual cosa no va tenir èxit.
El 1854, a Anglaterra, Thomas Bartlett va fer i després va patentar (1855) un martell de roca la broca del qual estava connectada directament al pistó d'un motor de vapor El 1855 Bartlett va mostrar el seu martell, accionat per aire comprimit, als oficials del Projecte de túnel de la muntanya Fréjus. (En 1855, un alemany, Schumann, va inventar un trepant de roca pneumàtic similar a Friburg, Alemanya. ) El martell de Bartlett va ser refinat per l'enginyer Germain Sommeiller (1815-1871) i els seus col·legues, Grandis i Grattoni,  Sommeiller va portar el seu trepant al llarg túnel del pas de Gotthard, que en aquell moment s'estava construint per connectar les vies fèrries entre Suïssa i Itàlia sota els Alps. A partir d'aquí, es va expandir la mineria i l'excavació de túnels ferroviaris i molts inventors van acabar de perfeccionar el trepant neumàtic.
Dues empreses fabricants d'equips, Atlas Copco i Ingersoll Rand, van esdevenir dominants en el subministrament d'aparells de perforació d'aire comprimit a Europa i Amèrica respectivament, cadascuna amb patents importants. .

## Martells hidràulics

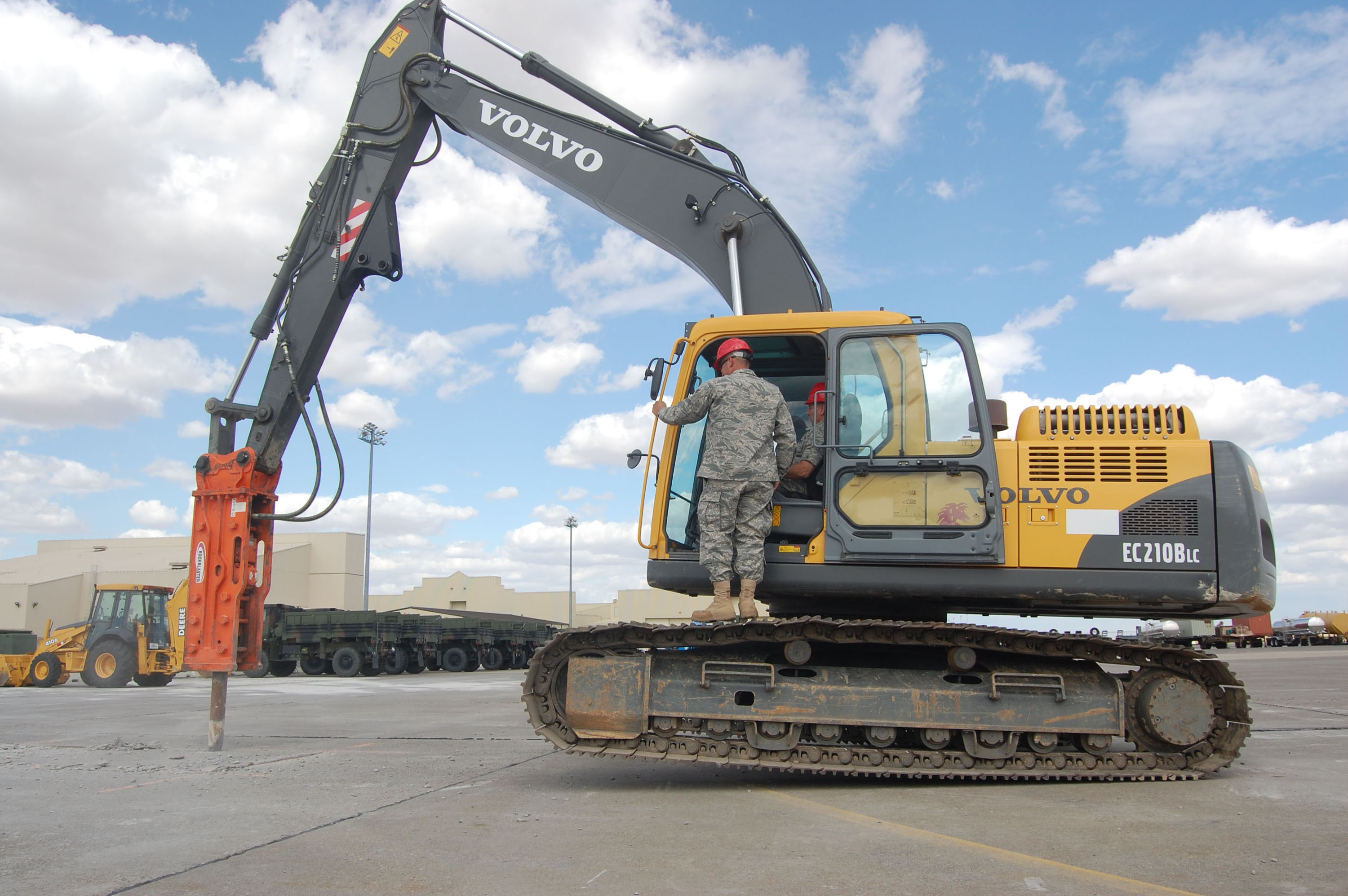
Un martell hidràulic muntat en una excavadora s'utilitza per trencar formigó. Tingueu en compte que afegeix el pes de la meitat davantera i el braç de la màquina per ajudar a l'eficàcia del conductor.

Un martell hidràulic es basa en els mateixos principis que un martell pneumàtic, però s'acciona a través d'un fluid especial, anomenat “fluid hidràulic”, que circula a pressions elevades. Sol ser de grans dimensions, i generalment s'ha d'acoblar a una excavadora o tractor.
S'empren àmpliament en construcció i demolició. També es fan servir en mineria, ja que es poden operar en parets verticals i es recomanen àmpliament pel marge de seguretat que proporcionen. Els avenços tecnològics han permès la creació de martells hidràulics portàtils. El martell pneumàtic es connecta amb mànegues hidràuliques a un grup hidràulic portàtil: un motor de gasolina o dièsel que acciona una bomba hidràulica; o una miniexcavadora o una minicarregadora mitjançant un eix de transmissió de presa de força al sistema hidràulic de la màquina. Les fonts d'energia hidràulica són més eficients que els compressors d'aire, cosa que fa que el kit sigui més petit, més barat o més potent que una versió pneumàtica comparable.
Un martell hidràulic es pot instal·lar en equips pesats com ara una excavadora o una retroexcavadora, i s'utilitza àmpliament per a obres de carretera, pedreres, obres de construcció i demolicions en general.  Aquests interruptors més grans muntats a la màquina es coneixen com a interruptors muntats en plataforma o interruptors muntats a la màquina. Aquestes eines es poden utilitzar horitzontalment, ja que no necessiten l'assistència de la gravetat per fer la seva feina. Normalment utilitzen un motor hidràulic que acciona un sistema de martell pneumàtic segellat, ja que un martell activat hidràulicament desenvoluparia una velocitat de colpeig baixa i potencialment transferiria càrregues de xoc inacceptables al sistema de bombament. Compareu això amb una màquina de perforació de vapor, mecànica o hidràulica.

## Efectes sobre la salut

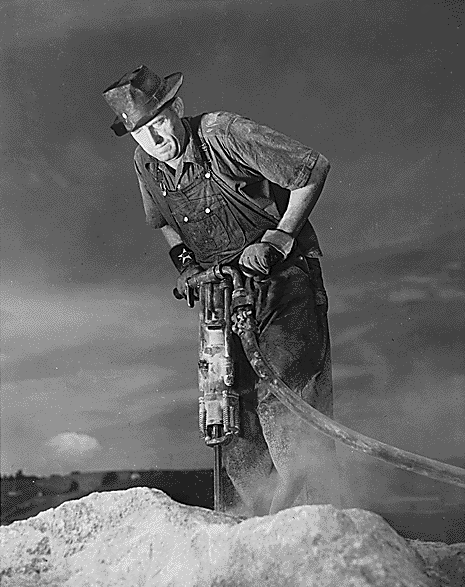
Perforació d'un forat de voladura amb un martell pneumàtic

El soroll dels cops de martell, combinat amb l'explosiu escapament d'aire, fa que els martells pneumàtics siguin perillosament sorollosos, emetent més de 120 dB SPL a prop de les orelles de l'operador. L'operador ha de portar orelleres i taps per a les orelles que bloquegin el so per prevenir una forma de pèrdua auditiva, de la qual el tinnitus és el símptoma principal. Tot i que alguns martells pneumàtics ara tenen un silenciador al voltant del canó de l'eina, l'aire d'escapament fort, el martell es bufa sol i els sons del motor del compressor romanen sense silenciar.
El seu ús s'ha relacionat amb la síndrome de Raynaud ; en particular, l'exposició prolongada a la vibració pronunciada que produeix l'eina pot provocar una forma secundària de la síndrome coneguda com a dit blanc per vibració . L'aplicació de cinta atlètica no és gaire eficaç per prevenir el dit blanc, però sembla que ajuda a alleujar algunes de les seves molèsties. L'ús de trepants pneumàtics també pot predisposar al desenvolupament de la síndrome del túnel carpià .
Alguns fabricants d'eines electropneumàtiques ofereixen ara sistemes de reducció de vibracions per reduir la vibració que sent l'operador. Per exemple, Hilti fabrica un model de martell pneumàtic que té aproximadament la mateixa energia d'impacte que un de 60 lb (27 kg) martell pneumàtic, però la vibració que sent l'operador és significativament menor (7 m/ s² ). Altres fabricants com Makita, DeWalt i Bosch també ofereixen eines elèctriques amb amortiment de vibracions.
A més a més, l'ús d'un martell pneumàtic per trencar el paviment de formigó pot exposar l'operador a pols perillosa que conté sílice cristal·lina respirable que pot induir silicosi . L'operador i les persones que es trobin a prop de les operacions del martell pneumàtic han de portar equips de protecció individual, inclòs un respirador aprovat per l'OSHA (EUA).